# Famille Negrone
La famille Negrone est l'une des plus anciennes et importantes familles patriciennes de Gênes. 
Les documents conservés à Gênes datent sa naissance vers 950. Ils avaient quatre représentants élevés à l'honneur du dogate et 18 au rang de sénateurs de la république de Gênes. À la suite de la réforme d'Andrea Doria, ils formèrent en 1528 le XIe albergo. En 1571, la famille Negrone participa à la bataille de Lépante avec cinq galères.

## Origine
La famille, originaire de Locarno, s'installe à Gênes vers 1030. Seigneurs de fiefs en Ligurie, ils descendent du margrave de Gênes après la chute de l'Empire d'Occident.
Dans son histoire familiale, écrite entre 1613 et 1626, le père jésuite Giulio Negrone attribue le nom au surnom de l'ancêtre « pour avoir le visage sombre ou pour avoir fait teindre son arme en noir par l'empereur ou pour un autre accident ».
D'origine gibeline, de Filippo au XIVe siècle diverses branches de la famille avec divers homonymes diversifiés à travers ses fils Gregorio, Giovanni et Cosma. Ils contribuèrent avec de nombreuses galères à la conquête génoise de l'île de Chypre en 1373. À la suite de cela, la famille fut comptée « parmi les quarante plus nobles de ce royaume ».
Ils étaient actifs dans les activités maritimes et politico-administratives.
Au XVIe siècle, avec la réforme de 1528 et la création du XIe albergo, les Negrone se concentraient davantage sur les activités marchandes et financières, accumulant un vaste héritage. Ils ont ensuite financé toutes les grandes courts européennes.

## Personnalités
- Guglielmo di Negrone (Gênes, 1120 ca. - Gênes, 1178), console dello Stato.

- Guidotto di Negrone (Gênes, 1140 ca. - Gênes 1185 ca.), console dello Stato.

- Niccolò Negrone (Gênes, 1485 ca.), gouverneur de la république de Gênes.

- Battista Negrone (Gênes, 1522 - Gênes, 1592), doge de la république de Gênes de 1589 a 1591.

- Bendinelli Negrone, doge de la république de Gênes et roi de Corse, Chypres et Jérusalem, de 1695 a 1697.

- Giovanni Francesco Negrone, cardinal de la Sainte Église romaine désigné par le pape Innocent XI en 1686.

- Domenico Negrone, doge de la république de Gênes et roi de Corse, Chypres et Jérusalem de 1723 a 1725.

- Giovanni Battista Negrone, doge de la république de Gênes de 1769 a 1771.

- Andrea Negrone, cardinal de la Sainte Église romaine désigné par le pape Clément XIII en 1763.

- Carina Massone Negrone (Bogliasco, 1911 – Gênes, 1991), aviatrice italienne considérée comme l'une des première héroïne du ciel.

### Possessions
- Palazzo Negrone, Piazza delle Fontane Marose, n. 3 e 4 a Gênes, inclus à la liste des 42 palazzi de Gênes inscrit comme patrimoine mondial de l'UNESCO.
- Palazzo Negrone, Vico Dietro Coro delle Vigne, n. 9 a Gênes, inclus à la liste des 42 palazzi de Gênes inscrit comme patrimoine mondial de l'UNESCO.
- Palazzo Negrone, Via San Lorenzo n. 17 a Gênes, inclus à la liste des 42 palazzi de Gênes inscrit comme patrimoine mondial de l'UNESCO.
- Villa Negrone Moro, Via Pedemonte n. 3 a Gênes.
- Villa Negrone, Salita Salvator Rosa, Gênes.
- Villa Negrone, Via S. Bartolomeo degli Armeni, Gênes.
- Villa Negrone della Loggia, Gênes.
- Villa Negrone, Sestri Ponente, Gênes.
- Villa Negrone della Madonna del Monte, Gênes.
- Santuario della Madonna del Monte, Gênes.
- Palazzo Negrone, Piazza Dellepiane 3, Novi Ligure.
- Villa Ova, frazione de Ova, Castelnuovo Scrivia.
- Palazzo Caetani Negrone, Via delle Botteghe Oscure, Rome.
- Palazzo Gonzaga Negrone, Piazza Nicosia, Rome.
- Palazzo Negrone, Via dei Condotti 61, Rome.
- Villa Montalto-Peretti Negrone, Rome.
- Palazzo Negroni, Rome.
- Chiesa del Gesù, Rome.